# L'universo tranne noi
L'universo tranne noi è un singolo del cantante italiano Max Pezzali, il primo estratto dal suo album Max 20, pubblicato il 4 Giugno 2013. Il brano è contenuto anche nella raccolta Le canzoni alla radio del 2017.

## Il brano
Il brano è caratterizzato da un uso costante del piano e da una chitarra che accompagnano la voce di Max sino alla seconda metà della canzone, dove entrano in scena anche batteria e basso. Il testo parla di come gli amori possano rimanere immensi e indimenticabili anche una volta finiti.
Il brano è stato eseguito dal vivo per la prima volta il 19 maggio su Rai 1, nel corso di Domenica in.

## Video musicale
Un primo video per il brano, curato da Mauro Pittarello, è stato pubblicato il 10 maggio, consistente in un semplice video con il testo della canzone sincronizzato alla musica.
Il video ufficiale per il singolo è stato girato a Piazza Bra e all'Arena di Verona nell'omonima città il giorno stesso della pubblicazione del singolo, sotto la regia di Gaetano Morbioli e la produzione di Federica Filippini e Carlotta De Conti. Alle riprese del video, tenutesi dalle 9:30 alle 18:20, hanno partecipato anche turisti e abitanti di Verona, tra cui il sindaco e le forze dell'ordine locali, che appaiono nel backstage alla fine del video durante i preparativi per le riprese.

## Tracce
1. L'universo tranne noi – 4:56

## Formazione
- Max Pezzali – voce
- Claudio Guidetti – chitarra acustica, chitarra elettrica, tastiera
- Lele Melotti – batteria
- Paolo Costa – basso
- Luca Scarpa – pianoforte, organo Hammond

## Classifiche

### Classifiche settimanali
| Classifica (2013) | Posizione massima |
| ----------------- | ----------------- |
| Italia            | 6                 |

### Classifiche di fine anno
| Classifica (2013) | Posizione |
| ----------------- | --------- |
| Italia            | 28        |